# Xavier Margairaz
Xavier Margairaz (ur. 7 stycznia 1984 w Rances) – szwajcarski piłkarz grający na pozycji defensywnego pomocnika.

## Kariera klubowa
Margairaz jest wychowankiem zespołu Yverdon-Sport FC, w którym to grał w zespole młodzieżowym. W 2001 roku Xavier trafił do Lausanne Sports. W 2002 roku spadł jednak z tym klubem do drugiej ligi i sezon 2002/2003 spędził grając właśnie na tym szczeblu. Latem 2003 Margairaz przeszedł do Neuchâtel Xamax. Grając w podstawowym składzie zajął z Neuchâtel 9. miejsce, ale zespół utrzymał się w lidze dzięki barażom. W Xamax grał do roku 2005 i wtedy zimą zmienił barwy klubowe na FC Zürich. W jego barwach zadebiutował 20 lutego w wygranym 2:0 meczu z FC Schaffhausen. Na koniec sezonu zajął z nim 5. miejsce, natomiast w 2006 roku po raz pierwszy w karierze Margairaz został mistrzem kraju. Dla mistrzowskiego Zurychu rozegrał wówczas 29 meczów i strzelił 6 bramek. W 2007 roku także wywalczył mistrzostwo Szwajcarii, tym razem rozgrywając 33 mecze i zdobywając 9 goli. Od sezonu 2007/2008 jest piłkarzem CA Osasuna, natomiast 14 stycznia 2009 został wypożyczony do FC Zürich.
| Sezon   | Klub              | Kraj       | Rozgrywki              | Mecze | Bramki |
| ------- | ----------------- | ---------- | ---------------------- | ----- | ------ |
| 2001/02 | Lausanne Sports   | Szwajcaria | Swiss Super League     | 17    | 0      |
| 2002/03 | Lausanne Sports   | Szwajcaria | Challenge League       | 23    | 3      |
| 2003/04 | Neuchâtel Xamax   | Szwajcaria | Swiss Super League     | 20    | 1      |
| 2004/05 | Neuchâtel Xamax   | Szwajcaria | Swiss Super League     | 24    | 4      |
| 2004/05 | FC Zürich         | Szwajcaria | Swiss Super League     | 16    | 5      |
| 2005/06 | FC Zürich         | Szwajcaria | Swiss Super League     | 29    | 6      |
| 2006/07 | FC Zürich         | Szwajcaria | Swiss Super League     | 33    | 9      |
| 2007/08 | CA Osasuna        | Hiszpania  | Primera División       | 13    | 0      |
| 2008/09 | CA Osasuna        | Hiszpania  | Primera División       | 0     | 0      |
| 2008/09 | FC Zürich         | Szwajcaria | Swiss Super League     | 13    | 2      |
| 2009/10 | FC Zürich         | Szwajcaria | Swiss Super League     | 31    | 7      |
| 2010/11 | FC Zürich         | Szwajcaria | Swiss Super League     | 27    | 5      |
| 2011/12 | FC Zürich         | Szwajcaria | Swiss Super League     | 9     | 2      |
| 2011/12 | FC Sion           | Szwajcaria | Swiss Super League     | 15    | 0      |
| 2012/13 | FC Sion           | Szwajcaria | Swiss Super League     | 20    | 5      |
| 2013/14 | Servette FC       | Szwajcaria | Swiss Challenge League | 10    | 0      |
| 2015/16 | FC Lausanne-Sport | Szwajcaria | Swiss Challenge League | 30    | 1      |
| 2016/17 | FC Lausanne-Sport | Szwajcaria | Swiss Super League     | 23    | 2      |

## Kariera reprezentacyjna
W reprezentacji Szwajcarii Margairaz zadebiutował 4 czerwca 2005 w wygranym 3:1 meczu z Wyspami Owczymi. Brał udział w eliminacjach do Mistrzostw Świata w Niemczech, jak i został powołany przez Jakoba Kuhna do kadry na ten turniej. W Niemczech Margairaz rozegrał 2 grupowe mecze, oba jako rezerwowy: zremisowany 0:0 z Francją oraz wygrany 2:0 z Koreą Południową. Ze Szwajcarią odpadł w 1/8 finału po porażce w serii rzutów karnych z Ukrainą.